# Heliciopsis cockburnii
Espèce
Statut de conservation UICN

 VU B1+2c : Vulnérable
Heliciopsis cockburnii est une espèce de plantes à fleurs du genre Heliciopsis de la famille des Proteaceae. Elle est endémique de la péninsule de Malaisie et est menacée du fait de la disparition de son habitat.